# (12123) Pazin
(12123) Pazin est un astéroïde de la ceinture principale.

## Description
(12123) Pazin est un astéroïde de la ceinture principale. Il fut découvert le 18 juillet 1999 à Visnjan par l'Observatoire de Višnjan. Il présente une orbite caractérisée par un demi-grand axe de 2,44 UA, une excentricité de 0,20 et une inclinaison de 2,3° par rapport à l'écliptique.

## Compléments